# Nhãn hiệu CE
Nhãn hiệu CE được đưa ra vào năm 1985 bởi một nghị quyết của Hội đồng EC, để góp phần giúp đỡ giảm bớt các rào cản kỹ thuật đối với việc thương mại trong EU. Nhãn hiệu CE hài hòa các quy tắc và tiêu chuẩn kỹ thuật trong các nước thành viên, qua đó kết quả thử nghiệm và chứng nhận được công nhận lẫn nhau trong EU bởi các chính sách chung. Nó không chứng nhận chất lượng hoặc cấp giấy chứng nhận xuất xứ, mà đúng hơn là một nhãn hiệu hành chính mà không dành cho khách hàng hoặc người tiêu dùng. Nó chỉ loan báo cho giới thẩm quyền liên hệ rằng nó có một giấy chứng nhận phù hợp với các quy định của EU. Nhãn hiệu CE, do đó bạn có thể gọi nó là một "hộ chiếu kỹ thuật" cho một sản phẩm, mà nhà thầu cài đặt tự chịu trách nhiệm.
Nếu sản phẩm được sản xuất theo các quy định của châu Âu, các nhà chức trách tin rằng các yêu cầu cơ bản pháp lý về y tế, bảo vệ môi trường và người tiêu dùng và đối với an toàn được đáp ứng. Hoàn thành các thủ tục đánh giá sự phù hợp cho phép đính kèm nhãn hiệu CE lên sản phẩm.
Nhãn hiệu CE là bắt buộc đối với các sản phẩm, được tiêu thụ tại 27 nước EU và ở cả các nước Iceland, Liechtenstein và Na Uy (các nước thuộc Khu vực kinh tế châu Âu). 

## Sản phẩm
Nếu sản phẩm phụ thuộc vào nhiều quy định, phải cung cấp cho mỗi quy định một giấy chứng nhận sự phù hợp. Nếu một nhà sản xuất cần cho sản phẩm của mình các sản phẩm phụ khác, chẳng hạn như các sản phẩm an toàn, các bộ phận này cũng phải đáp ứng các yêu cầu của quy định. Các nhà sản xuất phải tự chịu trách nhiệm cho sản phẩm phù hợp với quy định, không thể đổ lỗi cho các nhà sản xuất các bộ phận. Ngoài ra không được phép dán nhãn CE lên một sản phẩm mà không có một quy định cho nó.
- Theo Luật định của cộng đồng Châu Âu hầu hết các sản phẩm điện-điện tử (trừ một số sản phẩm) đều phải mang dấu CE mới được lưu thông trên thị trường Châu Âu. Ý nghĩa của dấu CE không phải là chất lượng sản phẩm mà chỉ là sản phẩm đáp ứng các yêu cầu thiết yếu (các yêu cầu tối thiểu) mà luật định của Châu Âu quy định. Các yêu cầu thiết yếu đó đối với sản phẩm điện-điện tử là các yêu cầu về an toàn và có thể là các yêu cầu về tương thích điện từ trường.